# Знаменка (Задонский район)
Зна́менка — деревня в составе Юрьевского сельсовета Задонского района Липецкой области.

## География
Деревня расположена на берегу реки Каменка. Находится в 12 км к западу от районного центра — города Задонск, и в 63 км к северу от Липецка. Высота центра селения над уровнем моря — 110 м.

## История
В 1775 году на средства местного помещика А. И. Писарева в стиле барокко в селе была построена церковь в честь Знамения Пресвятой Богородицы  (обслуживавший прихожан сел Знаменка, Ивановское, Черемичник и Яблоново). В. А. Прохоров считает, что церковь дала название селу. Сейчас церковь является региональным памятником истории и культуры.  Рядом с церковью находилась усадьба Писаревых постройки XIX века.
В селе 14 [26] июля 1803 в семье небогатого помещика родился и провел свое детство русский драматург Александр Иванович Писарев. 2 [14] октября 1840 в семье  отставного штабс-капитана родился русский публицист и литературный критик Дмитрий Иванович Писарев. Здесь же в детстве бывала родственница Писаревых Мария Виленская (Вовчок,1833-1907).

## Население
| 2010 |
| ---- |
| 12   |

## Достопримечательности
- Храм Знамения Пресвятой Богородицы (1775) — памятник[7] в стиле барокко.
- "Курган" Кудыкина гора — городище раннего железного века, расположенное в 1.2 километрах к западу от деревни.[12] Памятник[13] представляет собой небольшую овальную площадку 30х60 метров окруженную тройным рядом валов и двумя рвами. Городище было открыто в 70-е годы XIX века краеведом А. Г. Пупаревым на более чем 30-метровом останце в пойме правого берега реки Дон. Городище обследовано в 1895-1896 гг. П. М. Еременко, в 1962 году В. П. Левенком  экспедицией Ленинградского отделения ИА АН СССР.  В 1999 году отрядом экспедиции Липецкого государственного педагогического университета заложен шурф, в котором были выявлены материалы воронежской и скифской культур. В настоящее время городище находится на территории одноименного парка развлечений.[14].